# Trận Đồng Dương
Trong hai ngày 8 và 9 tháng 12 năm 1965, Tiểu đoàn 70 của Tỉnh đội Quảng Nam (thuộc Quân Giải phóng miền Nam Việt Nam) đã phối hợp với quân và dân huyện Thăng Bình tập kích tiêu diệt 4 Tiểu đoàn lính Việt Nam Cộng hòa tại Đồng Dương trong Chiến dịch Hiệp Đức - Đồng Dương (1965).

## Bối cảnh
Vào mùa hè - thu năm 1965, trận Vạn Tường diễn ra khốc liệt và toàn đội hình trung đoàn 1 chủ lực của Quân khu 5 rút khỏi tỉnh, nhưng sau đó Thủy quân lục chiến Hoa Kỳ cũng rút để lại vùng cho Quân lực Việt Nam Cộng hòa (QLVNCH) trấn thủ. Nhằm mở rộng vùng giải phóng và làm suy yếu đối phương, Quân Giải phóng quyết định mở Chiến dịch Đông Xuân 1965 - 1966, đánh vào 5 vùng trọng điểm, gồm Quảng Nam, Quảng Ngãi, Gia Lai, Phú Yên và Quảng Trị.
Tại tỉnh Quảng Nam, Quân Giải phóng sử dụng chiến thuật "Đánh điểm diệt viện". Từ ngày 16/11/1965 đến ngày 9/12/1965, Quân Giải phóng mở Chiến dịch Hiệp Đức - Đồng Dương (1965) nhằm tiêu diệt chi khu - quận lỵ Hiệp Đức và đồn Việt An, buộc quân lực Việt Nam Cộng hòa phải đưa chủ lực lên tiếp viện. Sau khi chi khu quận lỵ Hiệp Đức bị QGP tiêu diệt vào ngày 17/11, các quận lỵ Quế Sơn, Thăng Bình cũng bị QGP tiến công uy hiếp. Ngày 6/12/1965, Quân lực VNCH tổ chức một chiến đoàn gồm Tiểu đoàn 11 biệt động quân, Tiểu đoàn 1, Tiểu đoàn 3 thuộc Trung đoàn 5 và Tiểu đoàn 1 thuộc Trung đoàn 6 do Trung tá Phạm Việt Hùng chỉ huy, mở cuộc hành quân giải tỏa theo hướng Hà Lam (Thăng Bình) - Việt An (Hiệp Đức) trên trục đường 16. Quân Giải phóng đã dàn quân mai phục ngay từ ngày 7/12, tới ngày 8/12 thì trận chiến xảy ra

## Diễn biến
Lúc 12h trưa ngày 8/12/1965, khi hành quân trên trục đường 16 đến địa điểm xã Bình Định Bắc, quân lực VNCH dự định chiếm lĩnh đồi Ông Phơi ở thôn Đồng Dương. Lúc này, Tiểu đoàn 70 (QGP) phối hợp với lực lượng địa phương, tiến đánh lực lượng của Quân lực VNCH từ phía bắc đường 16. Đến 12h30, khi 3 cánh quân VNCH vào thôn Đồng Dương, Tiểu đoàn 70 (QGP) cùng lực lượng địa phương đồng loạt khai hỏa, tấn công 3 cánh quân VNCH. Quá bất ngờ, không kịp kháng cự, lính VNCH thiệt mạng rất nhiều. Tiếp đó, Tiểu đoàn 70 dùng cối 82 ly bắn mạnh vào đồi Ông Phơi. Lúc này, lực lượng của QGP tiếp tục đồng loạt tấn công địch ở khắp thôn Đồng Dương. Sau 1 giờ chiến đấu, QGP tiêu diệt đa số lực lượng của Quân lực VNCH.
Bị đánh bất ngờ ở Đồng Dương, quân lực VNCH tiến hành chi viện, tăng cường lực lượng. Đến 17h ngày 8/12/1965, các chiến đoàn VNCH trú quân tại khu vực phía đông cầu Ông Triệu thuộc thôn Đồng Dương. Bên cạnh đó, lực lượng du kích xã Bình Định Bắc đã hỗ trợ Tiểu đoàn 70 bất ngờ đánh vào khu vực chỉ huy của lực lượng đối phương đang đồn trú. Sau 2 giờ chiến đấu căng thẳng, Tiểu đoàn 11 QLVNCH đã bị tiêu diệt. Quân Giải phóng tấn công lực lượng chi viện khiến cho QLVNCH phải rút lui vào sáng ngày 9/12/1965

## Kết quả
Sau 2 ngày tác chiến liên tục, QGP và dân địa phương đã tiêu diệt chiến đoàn 5 của VNCH, tiêu diệt 772 lính VNCH, bắt sống 53 lính VNCH và cố vấn Mỹ, thu 208 súng các loại, bắn rơi 6 trực thăng và bắn hỏng 2 phản lực. Riêng lực lượng du kích địa phương đã bắt sống được 50 lính VNCH, thu được 160 khẩu súng.